# Muse Dash
Muse Dash é um jogo de ritmo desenvolvido pela PeroPeroGames da China e publicado pela X.D. Network Inc. no Japão e pela Hasuhasu fora do Japão. Foi lançado inicialmente para iOS e Android em 14 e 15 de junho de 2018, sendo posteriormente lançado para Nintendo Switch, Windows e macOS em 20 de junho de 2019. A versão que foi oferecida pela X.D. Network foi a de Switch, vendida a US$ 29,99, que traz 97 músicas e promete atualizações gratuitas no futuro.
Muse Dash combina aspectos de jogos de ação e jogos musicais, usando um estilo de arte de anime na forma de um videogame 2D de rolagem lateral. O jogo também possui um pacote de expansão DLC chamado “Just as planned”, que inclui acesso a centenas de músicas e níveis adicionais.

## Jogabilidade
Em Muse Dash, os jogadores derrotam inimigos e evitam obstáculos originados no lado direito da tela pressionando botões ou tocando na tela de acordo com a batida da música tocando ao fundo. O jogo possui apenas dois botões, um para bater nos inimigos em sua linha de visão, outro para atingir aqueles que estão na parte de cima da tela, o que o torna facilmente acessível. Existem configurações de dificuldade para a maioria das músicas, permitindo que o jogo atenda a vários níveis de habilidade.
Os personagens jogáveis em Muse Dash são chamados de Muses. Cada Musa tem sua própria saúde máxima e habilidade passiva, dependendo do traje selecionado. Os jogadores também podem equipar Elfins, companheiros de uma Musa que lhes conferem habilidades adicionais.

## Recepção
O jogo recebeu "avaliações mistas ou médias" de acordo com o agregador de análises Metacritic, listando o jogo com uma pontuação de 73/100. O Nintendo World Report avaliou Muse Dash com nota 8,5/10, dizendo que tem uma "apresentação divertida e colorida". CGMagazine avaliou e avaliou Muse Dash em 8/10 em 2019, comentando: " Muse Dash oferece conteúdo de qualidade suficiente para manter os fãs de jogos de ritmo ocupados por um longo tempo."
Mike Fahey do Kotaku elogiou o jogo dizendo que "Jogos de ritmo não podem ser muito mais simples e doces do que Muse Dash", que ele controla com apenas dois botões, a seleção de músicas é maravilhosa e os personagens são charmosos.
Felipe Gugelmin, do Voxel, se confessa que "mesmo que Muse Dash não necessariamente tenha todos os elementos que procura em um jogo, pegou jogando mais tempo do que imaginava essa combinação de ação e ritmo."